# Forgolaň
Forgolaň, ukrajinsky Форголань, maďarsky Forgolány, je osada obce Pyjterfolvo, v Pyjterfolvivské vesnické komunitě, v okrese Berehovo, v Zakarpatské oblasti Ukrajiny. V roce 2001 zde žilo 866 obyvatel, z toho 97,19 % obyvatel bylo maďarské národnosti.

## Historie
První písemná zmínka o vsi pochází z roku 1320. Po skončení první světové války se ves jako součást Podkarpatské Rusi stala součástí nově vzniklého Československa. V roce 1930 zde žilo 700 obyvatel. V roce 1938 byla ves v důsledku první vídeňské arbitráže přičleněna k Maďarsku. Po skončení druhé světové války byla ves postoupena Sovětskému svazu a stala se součástí Ukrajinské sovětské socialistické republiky.